# Заборовка (река)
Заборовка — река в России, протекает по Пеновскому району Тверской области. Река вытекает из озера Заборовское. Устье реки находится в 14,6 км по правому берегу реки Руна. Длина реки составляет 11 км.

## Данные водного реестра
По данным государственного водного реестра России относится к Верхневолжскому бассейновому округу, водохозяйственный участок реки — Волга от истока до Верхневолжского бейшлота, речной подбассейн реки — бассейны притоков (Верхней) Волги до Рыбинского водохранилища. Речной бассейн реки — (Верхняя) Волга до Куйбышевского водохранилища (без бассейна Оки).
Код объекта в государственном водном реестре — 08010100112110000000031.